# Банковская лицензия (Россия)
Банковская лицензия в России — это разрешение в форме индивидуально определенного документа Банка России, выданное банку или небанковской кредитной организации и санкционирующее осуществление ими определенных видов банковских операций.

## В законодательстве Российской Федерации
Согласно статье 13 Федерального закона от 02.12.1990 N 395-1 «О банках и банковской деятельности» в России лицензирование и отзыв банковских лицензий от лица государства осуществляет Центральный банк Российской Федерации, осуществление банковских операций производится только на основании лицензии. Лицензии, выдаваемые Банком России, учитываются в реестре выданных лицензий на осуществление банковских операций. Реестр выданных кредитным организациям лицензий подлежит публикации Банком России в официальном издании Банка России («Вестнике Банка России») не реже одного раза в год. Изменения и дополнения в указанный реестр публикуются Банком России в месячный срок со дня их внесения в реестр. В лицензии на осуществление банковских операций указываются банковские операции, на осуществление которых данная кредитная организация имеет право, а также валюта, в которой эти банковские операции могут осуществляться. Лицензия на осуществление банковских операций выдаётся без ограничения сроков её действия.
Осуществление юридическим лицом банковских операций без лицензии, если получение такой лицензии является обязательным, влечёт за собой взыскание с такого юридического лица всей суммы, полученной в результате осуществления данных операций, а также взыскание штрафа в двукратном размере этой суммы в федеральный бюджет. Граждане, незаконно осуществляющие банковские операции, несут в установленном законом порядке гражданско-правовую, административную или уголовную ответственность.
Согласно статье 11 ФЗ «О банках и банковской деятельности» минимальный размер уставного капитала вновь регистрируемого банка на день подачи ходатайства о государственной регистрации и выдаче лицензии на осуществление банковских операций устанавливается в сумме 1 миллиард рублей для вновь регистрируемого банка с универсальной лицензией, 300 миллионов рублей для вновь регистрируемого банка с базовой лицензией, 90 миллионов рублей для вновь регистрируемой небанковской кредитной организации, 300 миллионов рублей для вновь регистрируемой небанковской кредитной организации - центрального контрагента.
Согласно статье 11.2 ФЗ «О банках и банковской деятельности» минимальный размер собственных средств (капитала) с 1 января 2018 года устанавливается в сумме 1 миллиарда рублей для банка с универсальной лицензией и 300 миллионов рублей для банка с базовой лицензией. 
Согласно статье 35 ФЗ «О банках и банковской деятельности» банк с универсальной лицензией может с разрешения Банка России создавать на территории иностранного государства филиалы (дочерние организации) и после уведомления Банка России - представительства.
В банковской лицензии перечислены банковские операции, которые имеет право осуществлять кредитная организация, а также валюта указанных операций. Лицензия на осуществление банковских операций выдается без ограничения сроков ее действия.

### Виды банковских лицензий
Банковские лицензии можно разделить на несколько групп:
- для вновь созданным банкам могут быть выданы:

- лицензия на осуществление банковских операций со средствами в рублях (без права привлечения во вклады денежных средств физических лиц);
- лицензия на осуществление банковских операций со средствами в рублях и иностранной валюте (без права привлечения во вклады денежных средств физических лиц);
- лицензия на привлечение во вклады и размещение драгоценных металлов;
- лицензия на привлечение во вклады денежных средств физических лиц в рублях;
- лицензия на привлечение во вклады денежных средств физических лиц в рублях и иностранной валюте;
- лицензия на осуществление банковских операций со средствами в рублях (без права привлечения во вклады денежных средств физических лиц и осуществления инкассации денежных средств, векселей, платежных и расчетных документов и кассового обслуживания физических и юридических лиц);
- лицензия на осуществление банковских операций со средствами в рублях и иностранной валюте (без права привлечения во вклады денежных средств физических лиц и осуществления инкассации денежных средств, векселей, платежных и расчетных документов и кассового обслуживания физических и юридических лиц).

- для расширения деятельности банкам могут быть выданы:

- лицензия на осуществление банковских операций со средствами в рублях и иностранной валюте (без права привлечения во вклады денежных средств физических лиц);
- лицензия на привлечение во вклады и размещение драгоценных металлов;
- лицензия на привлечение во вклады денежных средств физических лиц в рублях;
- лицензия на привлечение во вклады денежных средств физических лиц в рублях и иностранной валюте;
- генеральная лицензия;
- лицензия на осуществление банковских операций со средствами в рублях и иностранной валюте (без права привлечения во вклады денежных средств физических лиц и осуществления инкассации денежных средств, векселей, платежных и расчетных документов и кассового обслуживания физических и юридических лиц).

- для вновь созданным небанковским кредитным организациям могут быть выданы:

- лицензия на осуществление банковских операций со средствами в рублях или со средствами в рублях и иностранной валюте для расчетных НКО;
- лицензия на осуществление банковских операций со средствами в рублях или со средствами в рублях и иностранной валюте для НКО-организаций инкассации;
- лицензия на осуществление банковских операций со средствами в рублях или со средствами в рублях и иностранной валюте для платежных НКО.

- для расширения деятельности небанковским кредитным организациям могут быть выданы:

- лицензии, содержащей перечень банковских операций из числа указанных лицензий для конкретного вида НКО.